# Arriva Cristina Story
Arriva Cristina Story è un box multidisco pubblicato il 14 dicembre 2010 contenente le ristampe delle colonne sonore delle serie televisive con protagonista la cantante Cristina D'Avena nel ruolo di se stessa intitolate Arriva Cristina, Cristina, Cri Cri e Cristina, l'Europa siamo noi.
L'album Arriva Cristina del 1988, precedentemente disponibile solo su LP ed MC, appare qui per la prima volta nel formato CD.

## Tracce
Testi di Alessandra Valeri Manera (tranne le tracce 12 del CD1, CD2 e CD4, la traccia 14 del CD3 e la traccia 11 del CD4) e musiche di Carmelo Carucci.

### CD1 - Arriva Cristina
1. Arriva Cristina
2. Day by day
3. In un ricordo c'è
4. Un amico
5. Riuscirai
6. Nasce un sogno
7. Meravigliosa libertà
8. Sensazioni
9. Insieme
10. Tanto amore
11. Fantasia
12. Arriva Cristina (strumentale)

### CD2 - Cristina
1. Cristina
2. Una grande città
3. Rimani te stesso
4. Guarda un po' più in là
5. Aspettiamo te
6. Dire di sì, dire di no
7. Noi vorremmo
8. Videogame
9. Che segreti hai
10. Domande, risposte
11. Evviva l'allegria
12. Cristina (strumentale)

### CD3 - Cri Cri
1. Cri Cri
2. Dai parla un po' con noi
3. Belli dentro
4. Crescerai
5. Precipitevolissimevolmente
6. Voci
7. Fai così, fai cosà
8. Tredici anni
9. Provaci pure tu
10. Ci vuol coraggio
11. Promesse
12. Gioventù
13. Buon Natale
14. Cri Cri (strumentale)

### CD4 - Cristina, l'Europa siamo noi
1. L'Europa siamo noi
2. Esci dal tuo guscio
3. La solitudine
4. Chi lo sa che moda andrà
5. Parla coi tuoi genitori
6. I nonni ascoltano
7. W la mountain bike
8. Non voltarti di là
9. Primo amore
10. L'indifferenza
11. L'Europa siamo noi (strumentale)
12. I nonni ascoltano (strumentale)

## Posizione in classifica
Il box ha raggiunto la posizione numero 26 nella sezione "Compilation" della classifica settimanale dei dischi più venduti in Italia.